# 乳酸乙酯
乳酸乙酯（示性式：CH3CH(OH)CO2CH2CH3），是一种有机手性酯，在常溫常壓下為无色液体。它是乳酸的乙醇酯。由於此化合物是天然衍生的，它很容易以单一对映异构体的形式获得。它通常用作溶剂。 这种化合物被认为是可生物降解的，並可作為能以水洗的脱脂剂。乳酸乙酯天然少量存在于各种食物中，包括葡萄酒、鸡肉和各种水果。稀薄濃度的乳酸乙酯的气味温和，具黄油、奶油味，並些微帶有水果和椰子的香氣。 

## 製備
乳酸乙酯由生物来源生产，可以是左旋左式(S)或右旋右式(R)的光學異構物 ，其旋光性具体取决於作乳酸来源的生物体。大多数從生物所獲取的乳酸乙酯是左旋左式乳酸乙酯((S)-乳酸乙酯)。在工业上，乳酸乙酯也可由从石油化工原料中生产，此時生成的乳酸乙酯為外消旋混合物组成。

## 应用
由于两种对映异构体都存在于自然界中，而且乳酸乙酯易於生物降解，因此乳酸乙酯及其水溶液被用作有机合成中對環境傷害低的「绿色溶剂」。 由于其相对较低的毒性，乳酸乙酯常作為製備藥物的底物、食品添加剂和香料。乳酸乙酯也可作為硝酸纤维素、醋酸纤维素和纤维素醚的溶剂。 

## 擴展阅读
- Jacqueline S. Bennett; Kaitlyn L. Charles; Matthew R. Miner; Caitlin F. Heuberger; Elijah J. Spina; Michael F. Bartels; Taylor Foreman. . Green Chem. 2009, 11 (2): 166–168. doi:10.1039/b817379f.